# Luise Deschauer
Luise Winstel-Deschauer (* 21. Dezember 1938 in München; † 21. September 2023 ebenda) war eine deutsche Schauspielerin.

## Leben
Luise Deschauer hatte von 1958 bis 1960 privaten Schauspielunterricht bei dem Schauspieler, Regisseur und Intendanten Ernst Seiltgen und bei dem Schauspieler Otto Wernicke.
Ihr Kameradebüt gab Deschauer 1961 in der Fernsehproduktion Du holde Kunst–Szenen um Lieder von Franz Schubert von Arthur Maria Rabenalt. 1965 folgte eine Episodenrolle in der Krimiserie Alarm in den Bergen. Ebenfalls 1965 war sie an der Seite von René Deltgen und Inge Meysel in dem Fernsehspiel Die eigenen vier Wände zu sehen.
Deschauer spielte im deutschen Fernsehen häufig in Komödien und volkstümlichen Lustspielen mit bayerischem oder österreichischem Hintergrund, wobei sie ein unterschiedliches Rollenspektrum von der jugendlichen Liebhaberin, über Bedienstete und Mägde bis hin zu bösartigen Frauengestalten verkörperte. Häufig wirkte Deschauer dabei in Produktionen des Bayerischen Rundfunks mit. Dazu gehörten auch die Meister Eder und sein Pumuckl-Hörspiele.
1968 war sie unter der Regie von Theodor Grädler in dem bayerischen Volksstück Der Pfarrer von Gillbach zu sehen. 1971 wirkte sie in einer kleinen Rolle in der Komödie Der Ehestreik mit, einer Aufzeichnung der Fernsehreihe Der Komödienstadel.
Ab den 1980er Jahren spielte Deschauer regelmäßig im Fernsehen. Sie war allerdings zunächst häufig nur in kleinen, wenn auch prägnanten Nebenrollen zu sehen. Später übernahm sie durchgehende Serienrollen, größere Episodenrollen und Gastrollen.
Durchgehende Serienrollen hatte Deschauer in den Fernsehserien Hans im Glück (1987) und Löwengrube (ab 1987). 1990 übernahm sie die Rolle einer Lehrerin in dem Film Das schreckliche Mädchen von Michael Verhoeven. Unter dessen Regie spielte sie auch in dem Drama Eine unheilige Liebe die Mutter des männlichen Hauptdarstellers Timothy Peach, die mit allen Mitteln versucht, ihren Sohn davon abzubringen, aus Liebe zu einer Frau die Priesterlaufbahn aufzugeben.
Ab 1993 spielte sie die Rolle der Kathrin Petersen in der Sat1-Serie Ein Bayer auf Rügen. Von 1995 bis 2001 übernahm sie die durchgehende Serienrolle der Elsa Fischer in der ZDF-Serie Alle meine Töchter. Ab 1997 folgte die Rolle der Lotte Marquardt in der ZDF-Serie Tierarzt Dr. Engel. Von 2003 bis 2004 hatte sie eine durchgehende Rolle in Forsthaus Falkenau.
2003 spielte sie an der Seite von Alexandra Maria Lara eine Nonne in dem großen historischen Fernseh-Zweiteiler Trenck – Zwei Herzen gegen die Krone.
Das ZDF besetzte Deschauer in den späteren Jahren ihrer Laufbahn in mehreren größeren Rollen in verschiedenen  Fernsehfilmen. So spielte sie 2007 in dem Fernsehfilm Nebel über Schloss Kilrush aus der Rosamunde-Pilcher-Fernsehreihe. 2008 war sie die vornehme und verständnisvolle Lady Brighton in der Serie Kreuzfahrt ins Glück. 2009 folgte die Rolle der Rebecca Black in der Fernsehreihe Unsere Farm in Irland.
Luise Deschauer übernahm in der ARD-Telenovela Sturm der Liebe ab März 2011 eine Gastrolle als Käthe Hansen. 2006 war sie bereits in einer anderen Rolle (Mutter Klara) für drei Folgen zu sehen.
Luise Deschauer spielte auch Theater. 1986 spielte sie an der Kleinen Bühne Schwabing die Mrs. Beckoff in der Komödie Das Kuckucksei von Harvey Fierstein. 1987 trat sie am Stadttheater Ingolstadt in dem Volksstück Der Hochzeiter von Lena Christ in einer Inszenierung von Ernst Seiltgen auf. 2007 gab sie ihr Debüt am Chiemgauer Volkstheater als die Rosi Oma an der Seite von Egon Biscan als der Steffl Opa in dem Theaterstück Hochzeit auf Raten. 2009 wirkte sie als Oma Hilde in der Komödie Wo Rauch ist, ist auch Feuer, jeweils unter der Regie von Bernd Helfrich, mit.
Regelmäßig war Deschauer als Sprecherin bei Hörfunksendungen des Bayerischen Rundfunks tätig.
Luise Deschauer war verheiratet und hatte vier Kinder. Sie starb im September 2023 im Alter von 84 Jahren in München.

## Filmografie (Auswahl)
- 1961: Du holde Kunst–Szenen um Lieder von Franz Schubert
- 1965: Alarm in den Bergen
- 1965: Die eigenen vier Wände
- 1968: Der Pfarrer von Gillbach
- 1971: Der Komödienstadel – Der Ehestreik
- 1980: Die Undankbare
- 1985: Lebe kreuz und sterbe quer
- 1987: Hans im Glück
- 1987–1992: Löwengrube
- 1990: Das schreckliche Mädchen
- 1990–2001: Lindenstraße – (3 Folgen mit Kurzeinsätzen in Nebenrollen)
- 1993: Eine unheilige Liebe
- 1993–1996: Ein Bayer auf Rügen
- 1994: Forsthaus Falkenau – Folge: Mit spitzer Feder
- 1995–2001: Alle meine Töchter
- 1997: Frauenarzt Dr. Markus Merthin
- 1997: Café Meineid
- 1997: Dr. Stefan Frank – Der Arzt, dem die Frauen vertrauen – Mit dem Herzen einer Mutter
- 1997–2002: Tierarzt Dr. Engel
- 2001: Jenseits des Regenbogens
- 2001: Der Bulle von Tölz: Sioux City
- 2003: Trenck – Zwei Herzen gegen die Krone
- 2003: Die Verbrechen des Professor Capellari – Stachel im Fleisch
- 2003: Die Rosenheim-Cops
- 2003–2004: Forsthaus Falkenau
- 2004: Vater werden ist nicht schwer …
- 2005: Der Bulle von Tölz: Ein erstklassiges Begräbnis
- 2007: Rosamunde Pilcher – Nebel über Schloss Kilrush
- 2007: Chiemgauer Volkstheater – Hochzeit auf Raten
- 2008: Kreuzfahrt ins Glück – Hochzeitsreise nach Madeira
- 2008: Der Bergdoktor
- 2008: Das Geheimnis des Königssees
- 2009: Unsere Farm in Irland – Liebe meines Lebens
- 2009: Unsere Farm in Irland – Eifersucht
- 2009: Chiemgauer Volkstheater – Wo Rauch ist, ist auch Feuer
- 2009: Marienhof
- 2010: Lilly Schönauer – Verliebt in einen Unbekannten
- 2011: Notruf Hafenkante – Der Soldat
- 2011: Die göttliche Sophie – Das Findelkind
- 2011: Sturm der Liebe
- 2014: Die Chefin – Hinterhalt
- 2016: König Laurin
- 2019: Die Bestatterin – Der Tod zahlt alle Schulden (Fernsehreihe)